# Heinkel He 49
O Heinkel He 49 foi um caça biplano monomotor alemão, criado pela Heinkel. Era uma versão melhorada do Heinkel HD 43. Quatro versões foram criadas: He 49a, He 49b e o He 49c. A quarta e última versão viria a designar-se Heinkel He 51, que se tornou num caça produzido às centenas e foi usado pela Luftwaffe durante a Guerra Civil Espanhola e como aeronave de treino nos primeiros anos da Segunda Guerra Mundial.